# 川越市立霞ヶ関中学校
川越市立霞ヶ関中学校（かわごえしりつ かすみがせきちゅうがっこう）は、埼玉県川越市笠幡にある公立中学校。

## 沿革
出典
- 1947年（昭和22年）
  - 4月1日 - 霞ヶ関村立霞ヶ関中学校として創立。
  - 4月22日 - 開校式挙行。
- 1948年（昭和23年）11月23日 - 校舎落成。入学式挙行。
- 1955年（昭和30年）4月1日 - 霞ヶ関村の川越市への合併により、川越市立霞ヶ関中学校と改称。
- 1966年（昭和41年）3月28日 - 技術科室落成。
- 1967年（昭和42年）
  - 3月15日 - 校旗制定。
  - 11月21日 - 創立20周年記念式典挙行。
- 1970年（昭和45年）7月21日 - 防音校舎工事起工式挙行。
- 1973年（昭和48年）
  - 8月6日 - プールが完成し、プール開き挙行。
  - 9月17日 - 体育館兼講堂が完成。
- 1976年（昭和51年）2月26日 - 防音校舎第4期工事竣工。
- 1977年（昭和52年）4月1日 - 川越市立霞ヶ関東中学校を分離。
- 1978年（昭和53年）9月29日 - 校舎南側外柵工事完成。
- 1979年（昭和54年）
  - 1月30日 - 校舎南側通路舗装。
  - 12月14日 - 物置新築。
- 1981年（昭和56年）9月5日 - 防球ネット新設。
- 1983年（昭和58年）4月1日 - 川越市立霞ヶ関西中学校を分離。
- 1984年（昭和59年）
  - 8月30日 - 体育小屋完成。
  - 11月2日 - 掲揚塔完成。
- 1986年（昭和61年）2月22日 - 柔剣道場完成。
- 1987年（昭和62年）2月24日 - 創立40周年記念式典挙行。
- 1992年（平成4年）
  - 3月1日 - ゴミ小屋と焼窯小屋完成。
  - 9月30日 - 校舎窓枠や外壁等の改修工事完了。
- 1994年（平成6年）
  - 3月5日 - 特別棟（木工室・金工室・美術室・調理室）工事完了。
  - 12月1日 - 暖房工事完成。
- 1995年（平成7年）
  - 3月17日 - 体育館全面改修工事完成。
  - 3月20日 - LL教室完成。
  - 11月30日 - 管理棟冷房工事完成。
- 1996年（平成8年）
  - 2月15日 - 防球ネット改修。
  - 3月18日 - 快適な環境づくりモデル校整備完成。
  - 3月25日 - 倉庫新築。
  - 11月2日 - 創立50周年記念式典挙行し、この日（11月2日）を開校記念日に制定する。
- 1997年（平成9年）2月10日 - 校門改修及び緑化完成。
- 1998年（平成10年）1月30日 - さわやか相談室空調工事完成。
- 2000年（平成12年）10月25日 - 物置設置。
- 2001年（平成13年）
  - 3月30日 - 川越市防災備蓄倉庫設置。
  - 10月19日 - 耐震補強工事（西側）完了。
  - 11月8日 - 太陽光発電設備工事完成。
- 2002年（平成14年）9月18日 - 耐震補強工事（東側）完了。
- 2003年（平成15年）9月16日 - 校舎内部改造工事完了。
- 2010年（平成22年）2月1日 - 校務用パソコン設置。
- 2011年（平成23年）2月9日 - 体育館耐震補強工事完了。
- 2012年（平成24年）3月20日 - プール浴槽張替工事完了。
- 2014年（平成26年）2月17日 - 校舎西側トイレ改修完了。
- 2016年（平成28年）3月11日 - 柔剣道場天井改修工事完了。
- 2019年（平成31年）3月15日 - 普通教室へのエアコン設置工事完了。

## 教育目標
- 自主の誇りをもち、未来を拓く生徒[2]

## 部活動

### 運動部
- サッカー部
- 野球部
- 女子ソフトボール部
- 陸上部
- 剣道部
- 女子卓球部
- 男子バレーボール部
- 女子バレーボール部
- 男子バスケットボール部
- 女子バスケットボール部[3]

### 文化部
- 吹奏楽部
- 美術部
- 生活部[3]
- 自然科学部

## 通学区域
- 的場上
- 的場中
- 的場下
- 的場1丁目
- 的場2丁目
- 大町
- 芳地戸
- 山伝
- フラワリー
- 水久保
- 安比奈[4]

## 周辺
- 埼玉県道15号川越日高線
- 川越市立霞ヶ関小学校 - 県道15号線をはさんで、校地北東側に隣接。かつ、進学前小学校。
- 川越市役所霞ケ関市民センター - 霞ヶ関小学校と東側に隣接。
- 埼玉県立特別支援学校塙保己一学園
- 学校法人根本学園かすみ幼稚園
- このほか、前原公園等の公園も点在。

## アクセス
- 西武バス「川越35」・「川越36」の各系統で、「霞ヶ関中学校」停留所下車。
- 高速バス「長岡・新潟線」・「上越線」・「千曲線」・「富山・高岡線」で、「川越的場」停留所（関越自動車道上）より、
  - 東京行おりばから、徒歩約965m・約15分。
  - 新潟・上越・千曲・富山・高岡行のりばまで、徒歩約915m・約14分。
  - 西武バス「的場一丁目」停留所（路線バス）まで徒歩移動し、上述の系統に乗車し2分、「霞ヶ関中学校」停留所下車。